# 國民所得倍增計劃

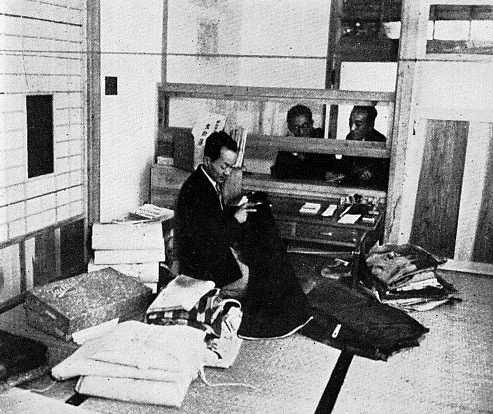
1960年代的日本商鋪

國民所得倍增計劃（日语：／ kokumin shitoku baizō keikaku）是日本首相池田勇人于1960年秋季发起的一项长期经济发展计划。该计划旨在通过税收减免、导向性的投资、扩大社会保障网、鼓励出口以刺激工业发展，在十年内将日本國民生產總值翻倍。为了实现十年内经济翻倍的目标，该计划要求年均经济增长率达到7.2%。事实上，在该计划实施过程中，日本的年度增长率平均超过了10%，经济规模在不到七年的时间里就翻了一番。
1960年反对《美日安保条约》的大规模安保斗争导致岸内阁倒台后，池田内阁提出了收入倍增计划，旨在将日本的全国性议题从政治斗争转向经济增长，从而形成社会共识。不过，池田及其智囊团自1959年年中以来一直在制定该计划，其中最著名的是经济学家下村治。
收入倍增计划偏向于公共投资，如水利、教育、交通等许多之前由于侧重私营企业投资而缺乏资金的公用事业。该计划促进了国际贸易，让出口公司享受了红利，中小企业得以更便利地参与进国际市场。技术创新也日益受到重视，高质量产品出口到了世界各地。农业部门的效益亦有提升，社会保障网普遍建立，涌入城市的农村人口迁移潮得到应对。城市规划改善，国土空间得到了有效利用。
此计划被普遍认为成功地实现了其政治与经济目标。历史学家尼克·卡普尔称，该计划“将‘经济增长主义’确立为日本人民和政府的一种世俗宗教，使政府政策的成效和人民的获得感最终由年度GDP百分比的变化来衡量”。该计划的各个方面已经被其他国家，尤其是为希望效仿日本的出口导向型增长的亚洲国家所研究。例如，中华人民共和国明确参考了1960年代的日本经济政策作为榜样。
池田去世后，成长的代价开始浮出水面：由于政府的经济政策受到增长目标扭曲，通货膨胀高企、第一产业骤减、人口集中于大都市、地方人口萎缩、环境污染、灾害频发。

## 外部連結
- . .   [2008-11-23]. （原始内容存档于2008-10-14） （日语）.
- . 雅虎评论.   [2012-11-16]. （原始内容存档于2012-11-15） （中文（中国大陆））.
- . 国际先驱导报.   [2012-10-20]. （原始内容存档于2016-12-11） （中文（中国大陆））.
- . 经济日报.   [2012-10-20]. （原始内容存档于2016-03-04） （中文（中国大陆））.
- . 经济参考.   [2012-12-13]. （原始内容存档于2013-07-20） （中文（中国大陆））.